# Ахундов, Чингиз Мамед оглы
Чингиз Мамед оглы Ахундов (азерб. Çingiz Məmməd oğlu Axundov; род. 3 сентября 1959, Нахичевань) — советский и азербайджанский педагог и дирижёр, Народный артист Азербайджана (2009), профессор кафедры «Оркестровые инструменты и дирижирование» Нахичеванского государственного университета, художественный руководитель и дирижер Камерного оркестра Нахичеванской государственной филармонии.

## Биография
Чингиз Мамед оглы Ахундов родился в 1959 году в городе Нахичевань.

## Образование и карьера
В 1978 году он окончил Бакинский музыкальный техникум имени А. Зейналлы, а в 1983 году — факультет оркестровых инструментов Азербайджанской государственной консерватории имени У. Гаджибекова. С 1976 года он работал оркестровым исполнителем в Азербайджанском государственном академическом музыкальном театре и в Азербайджанской государственной филармонии. С 1996 года он работает в Нахичеванском государственном университете, где организовал первый национальный оркестр народных инструментов, ансамбль скрипачей и небольшой симфонический оркестр.

## Деятельность
Чингиз Ахундов также активно занимается научной и педагогической деятельностью. Он написал программы по методике преподавания скрипки, уроки аранжировки и другие методические материалы. В 2006 году он был удостоен звания «Заслуженный артист Нахичеванской Автономной Республики», в 2007 году — «Заслуженный артист Республики Азербайджан», а в 2009 году — «Народный артист Республики Азербайджан». Он также дважды награждался медалями Президента Азербайджана за свои выдающиеся достижения в музыкальной деятельности.

### Научная деятельность
Чингиз Ахундов также является автором научных работ, включая методику преподавания инструментов, программу уроков по оркестровому искусству, методические материалы по инструментоведению и другие.

## Награды и звания
- Народный артист Азербайджана (2009)[5]
- Заслуженный артист Азербайджана (2007)[6]
- Заслуженный артист Нахичеванской Автономной Республики (2006)

## Научные работы
- «Alətşunaslıq» fənni üzrə metodik vəsait Naxçıvan 2015
- Valtorna məktəbi Dərslik 2017

### Статьи
- Naxçıvanda musiqi təhsili sisteminin inkişafı [Mətn] /Ç.Axundov
- Nəfəs alətləri ifaçılarının yetişdirilməsi [Mətn] /Ç.Axundov